# Idaea hornigaria
Idaea hornigaria är en fjärilsart som beskrevs av Otto Staudinger 1901. Idaea hornigaria ingår i släktet Idaea och familjen mätare. Inga underarter finns listade i Catalogue of Life.